# Anthony Omenya
Anthony Omenya de son vrai nom Anthony Lomanghe Omenya, né en 1989, est un entrepreneur, investisseur et auteur franco-canadien,, originaire de la République démocratique du Congo,. Il est connu pour être le fondateur de la plateforme Moko spécialisée dans le développement d'applications mobiles et la distribution numérique,,. Il est aussi CEO des structures Omenya Group, Omenya Consulting et Omenya Space,.

## Biographie

### Enfance et études
Anthony est né en 1989 à Meaux en France,. Il y passe une grande partie de son enfance avant de rejoindre Montréal vingt ans plus tard pour poursuivre ses études en économie à l'université de Montréal,.

### Parcours professionnel
Après avoir connu plusieurs difficultés lors de ses premiers projets d'affaires notamment avec sa société The Best Smart Corporation Paris,, dans le sport et la musique, il lance sa première plateforme INsidde, un média social destiné aux amateurs de sport au Québec, qui suscite l'intérêt d'un rachat par le chef de file canadien des télécommunications Québécois,,.
En 2014, il co-fonde avec son ami André Mwana, l'application mobile Moko, une plateforme de musique afro caribéenne et urbaine qui signifie un en lingala et en anglais. Le nom complet de la plateforme est One Africa, symbolisant le rassemblement de toutes les nations africaines en une seule culture,. Avec l'appui de HEC Montréal  et du Groupe 3737, Moko se hisse dans le top 30 des applications les plus téléchargées d'Apple en seulement 24 heures après son lancement[source insuffisante],.

#### Le concept Omenya

##### Omenya Consulting
Après cinq ans de succès, il lance enfin en 2018 sa propre firme, Omenya Consulting, qui est une académie en ligne qui a pour objectif d'aider les entrepreneurs à créer des applications mobiles et des technologies numériques à succès.

##### Omenya Group
En 2020, il démarre Omenya Group, une société holding regroupant ses multiples entreprises et investissements,.

##### Omenya Space
Tout ce succès conduit en 2021 à la fondation d'Omenya Space, un espace créatif locatif regroupant plusieurs services ; un espace pour la création de podcasts, de vidéos et de photos ainsi qu'une salle de conférence, un espace de coworking, des bureaux privés et un studio de photos.

##### Omenya Studios
Il offre sous le couvert d'Omenya Studios, de nombreuses conférences et vidéos sur le rôle de PDG dans le monde numérique actuel,.

## Ouvrages
- Anthony Omenya, Faire la différence, La Doxa Editions, coll. « Editions de l'Apothéose », 7 décembre 2020, 108 p. (ISBN 237638043X, EAN 9782376380436)

## Nominations
- 2013: Nommé dans les Top 10 sur 100 du Google MTL Startup Challenge TheFounderProject[28].
- 2021: Nommé dans la catégorie Entrepreneur de l'année par Le Gala Dynastie[3],[29],[30],[31].